# 溫水劇場
溫水劇場是一個香港的網絡漫畫，由白水創作，以香港生活時事為主題的漫畫。內容大多以嬉笑怒罵的方式諷刺時弊，由2011年9月開始於facebook專頁上載漫畫，作品數量達五百多篇。多次在不同媒介連載，溫水劇場系列至今出版過三本作品。

## 簡介
溫水劇場是一輯以本地生活時事為主題的四格漫畫, 一直透過網絡發表並分享. 整體概念來自溫水煮蛙這個現像, 所有角色都以人形青蛙為造型, 以幽默手法描述他們的日常生活迭事來表現香港現在的困局, 意在引起一般人的關注及討論時事。

### 發展經過

《溫水劇場 - 歡迎來到新時代》封面

- 2012.12 - 2013.3 溫水劇場四格於《爽報》連載.
- 2013.8 開始與家長會合作的親子漫畫《蝌蚪仔劇場》
- 2013.11 推出手提電話拍照程式《溫水劇場. 照相機]》
- 2013.8 - 2013.11 於《熱血少年》雙週刊兩頁連載
- 2014.2-5 於《漫道週刊》一頁連載
- 2014.4 出版《溫水劇場 - 歡迎來到新時代》[2]
- 2014.7 出版 《溫水1984劇場 - 不願做奴隸的人們》[3]
- 2014.10 開始於雅虎香港每週連載記錄九十年代的《嘔電傳真機》
- 2015.3 出版《溫水劇場 - 高溫派對》[4]

## 作品分支
溫水劇場分別分支為多套非政治類的生活漫畫
- 蝌蚪仔劇場是一套與家長組織家長會合作的親子題材的漫畫，由Cman撰寫故事，白水編繪漫畫。[5]
- 嘔電傳真機是一套記錄九十年代，記錄這新舊交替充滿矛盾的時空記錄低網絡普及前的最後時光的漫畫文字專欄！於雅虎香港的Men專題內每週連載。[6]

## 外部連結
- 溫水劇場的Facebook專頁
- 溫水劇場的Instagram帳戶
- Band友變漫畫家　「八十後」蛙蛙看天下 （页面存档备份，存于）
- 【書展專訪】溫水劇場白水：以前我像啡蛙 現在更像綠蛙 []（页面存档备份，存于）
- 明報：繪蛙諷時弊 廢青吸3萬粉絲 （页面存档备份，存于）